# Mettinia sexmaculata
Mettinia sexmaculata är en tvåvingeart som först beskrevs av Malloch 1940.  Mettinia sexmaculata ingår i släktet Mettinia och familjen lövflugor. Inga underarter finns listade i Catalogue of Life.